# Leyes de De Morgan
En lógica proposicional y álgebra de Boole, las leyes de De Morgan son un par de reglas de transformación que son ambas reglas de inferencia válidas. Las normas permiten la expresión de las conjunciones y disyunciones puramente en términos de  vía negación. 
Las reglas se pueden expresar en español.La negación de la conjunción es la disyunción de las negaciones.
La negación de la disyunción es la conjunción de las negaciones.
o informalmente como:
«no (A y B)» es lo mismo que «(no A) o (no B)»

y  también,

«no (A o B)» es lo mismo que «(no A) y (no B)»
Las reglas pueden ser expresadas en  lenguaje formal con dos proposiciones P y Q, de esta forma:
{\displaystyle \neg (P\land Q)\iff (\neg P)\lor (\neg Q)}
{\displaystyle \neg (P\lor Q)\iff (\neg P)\land (\neg Q)}
donde:
- ¬ es el operador de negación (NO)
- {\displaystyle \land } es el operador de conjunción (Y)
- {\displaystyle \lor }  es el operador de disyunción (O)
- ⇔ es un símbolo metalógico que significa «puede ser reemplazado en una prueba lógica»

Entre las aplicaciones de las normas se incluyen la simplificación de expresiones lógicas en programas de computación y diseño de circuitos digitales. Las leyes de De Morgan son un ejemplo de concepto más general de dualidad matemática.

## Notación formal
La regla de la negación de la conjunción se puede escribir en la subsiguiente notación:
{\displaystyle \neg (P\land Q)\vdash (\neg P\lor \neg Q)}
La regla de la negación de disyunción se puede escribir como:
{\displaystyle \neg (P\lor Q)\vdash (\neg P\land \neg Q)}
En forma de regla: negación de la conjunción
{\displaystyle {\frac {\neg (P\land Q)}{\therefore \neg P\lor \neg Q}}}
y
negación de la disyunción
{\displaystyle {\frac {\neg (P\lor Q)}{\therefore \neg P\land \neg Q}}}
y se expresa como una tautología verdad-funcional o teorema de lógica proposicional:
{\displaystyle \neg (P\land Q)\to (\neg P\lor \neg Q)}
{\displaystyle \neg (P\lor Q)\to (\neg P\land \neg Q)}
donde {\displaystyle P}, y {\displaystyle Q} son proposiciones expresadas en algún sistema formal.

### Forma de sustitución
Normalmente, las leyes de De Morgan se muestran en forma compacta como se muestran arriba, con la negación de la salida de la izquierda y la de las entradas a la derecha. Aunque una forma de sustitución más clara para la conjunción y la disyunción es la que se muestra abajo:

#### Conjunción
La conjunción de dos proposiciones es equivalente a la negación de la disyunción de los términos negados 
{\displaystyle {\frac {P\land Q}{\ \neg (\neg P\lor \neg Q)}}}

#### Disyunción
La disyunción de dos proposiciones es equivalente a la negación de la conjunción de la negación de P y la negación de Q
{\displaystyle {\frac {P\lor Q}{\ \neg (\neg P\land \neg Q)}}}

#### Negaciones de operadores en las conjunciones y disyunciones
Conjunción con P negada
La conjunción de la proposición P negada y la preposición Q es equivalente a la negación de la disyunción de P y la negación de Q
{\displaystyle {\frac {\neg P\land Q}{\ \neg (P\lor \neg Q)}}}
Conjunción con Q negada
La conjunción de la proposición P y la preposición Q negada es equivalente a la negación de la disyunción de la negación de P y Q
{\displaystyle {\frac {P\land \neg Q}{\ \neg (\neg P\lor Q)}}}
Conjunción tanto de P como de Q negadas
La conjunción de la proposición P y Q negadas es equivalente a la negación de la disyunción de P y Q
{\displaystyle {\frac {\neg P\land \neg Q}{\ \neg (P\lor Q)}}}
Disyunción con P negada
La disyunción de la proposición P negada y la preposición Q es equivalente a la negación de la conjunción de P y la negación de Q
{\displaystyle {\frac {\neg P\lor Q}{\ \neg (P\land \neg Q)}}}
Esta forma también es equivalente al implica de la negación del término P y la negación del término Q
{\displaystyle {\frac {\neg (P\lor Q)}{\ \neg (\neg P\rightarrow Q)}}}
Disyunción con Q negada
La disyunción de la proposición P y la preposición Q negada es equivalente a la negación de la conjunción de la negación de P y Q
{\displaystyle {\frac {P\lor \neg Q}{\ \neg (\neg P\land Q)}}}
Disyunción tanto de P como de Q negadas
La disyunción de la proposición P y Q negadas es equivalente a la conjunción de la disyunción de P y Q
{\displaystyle {\frac {\neg P\lor \neg Q}{\ \neg (P\land Q)}}}
Esto pone de relieve la necesidad de invertir tanto en las entradas como en las salidas, así como también cambiar el operador, haciendo una sustitución.

### Teoría de conjuntos y el álgebra de Boole
En la teoría de conjuntos y el álgebra de Boole, a menudo se indica como «intercambio de unión e intersección bajo complementarios», que puede ser expresado formalmente como:
- {\displaystyle {\overline {A\cup B}}\equiv {\overline {A}}\cap {\overline {B}}}
- {\displaystyle {\overline {A\cap B}}\equiv {\overline {A}}\cup {\overline {B}}}

donde: 
- A es la negación de A, la línea alta está escrita sobre las términos que se niegan
- {\displaystyle \cap } es el operador intersección (Y)
- {\displaystyle \cup } es el operador unión (O)

La forma generalizada es:
{\displaystyle {\overline {\bigcap _{i\in I}A_{i}}}\equiv \bigcup _{i\in I}{\overline {A_{i}}}}
{\displaystyle {\overline {\bigcup _{i\in I}A_{i}}}\equiv \bigcap _{i\in I}{\overline {A_{i}}}}
donde I es un conjunto indexado, posiblemente no numerable.
Se puede recordar la ley de De Morgan, en notación de conjunto, mediante la regla nemotécnica "romper la línea, cambiar el signo".

### Ingeniería
En ingeniería electrónica e  informática, la ley de De Morgan se escribe comúnmente como:
{\displaystyle {\overline {A\cdot B}}\equiv {\overline {A}}+{\overline {B}}}
{\displaystyle {\overline {A+B}}\equiv {\overline {A}}\cdot {\overline {B}}}
Que se puede leer como:
La negación del producto es igual a la suma de los negados.
La negación de la suma es igual al producto de los negados.

donde:
- {\displaystyle \cdot } es el producto lógico (Y).
- {\displaystyle +} es la suma lógica (O).
- la barra superior es la negación lógica (NO) de lo que está por debajo de la barra superior.

## Historia
La ley lleva el nombre de Augustus De Morgan (1806-1871) que presentó una versión formal de las leyes de la lógica proposicional clásica. La formulación de De Morgan fue influenciada por la alegorización de la lógica emprendida por George Boole, que más tarde consolidó la afirmación de De Morgan para el hallazgo. Aunque Aristóteles ya había hecho una observación similar y eran conocidas por los lógicos griegos y medievales (en el siglo XIV, Guillermo de Ockham escribió las palabras que resultarían leyendo las leyes a cabo), a De Morgan se le da crédito de afirmar formalmente las leyes y de su incorporación al lenguaje de la lógica. Las leyes de De Morgan pueden ser probadas fácilmente, e incluso pueden parecer triviales. Sin embargo, estas leyes son útiles para hacer inferencias válidas en las pruebas y los argumentos deductivos.

## Prueba informal
El teorema de De Morgan se puede aplicar tanto a la negación de una disyunción como a la negación de una conjunción en la totalidad o parte de una fórmula.

### Negación de una disyunción
En el caso de su aplicación a una disyunción, considere la siguiente afirmación: «es falso que uno de A o B es verdadero», que se escribe como:
{\displaystyle \neg (A\land B)}
En que se ha establecido que ni A ni B es cierto, entonces debe seguir que tanto A no es verdad como B no es verdad, que puede ser escrito directamente como:
{\displaystyle (\neg A)\lor (\neg B)}
Presentadas en español, esto sigue la lógica de que «Como es falso que dos cosas sean verdaderas, al menos uno de ellos debe ser falsa».
Trabajando en dirección opuesta, la segunda expresión afirma que A es falsa y B es falsa (o equivalentemente que «no A» y «no B» son verdaderas). Sabiendo esto, una disyunción de A y B también debe ser falsas. Por lo tanto, la negación de dicha separación debe ser verdad, y el resultado es idéntico al de la primera reivindicación.

## Prueba formal
La prueba que {\displaystyle (A\cap B)^{c}=A^{c}\cup B^{c}} se realiza por primera probando que {\displaystyle (A\cap B)^{c}\subseteq A^{c}\cup B^{c}}, y luego probando que {\displaystyle A^{c}\cup B^{c}\subseteq (A\cap B)^{c}} obviamente este procedimiento es válido.
Considérese {\displaystyle x\in (A\cap B)^{c}}.  Entonces {\displaystyle x\not \in A\cap B}.  Ya que {\displaystyle A\cap B=\{y|y\in A{\text{ y }}y\in B\}}, entonces ya sea {\displaystyle x\not \in A} o {\displaystyle x\not \in B}.  Si {\displaystyle x\not \in A}, entonces {\displaystyle x\in A^{c}}, entonces {\displaystyle x\in A^{c}\cup B^{c}}.  De otro modo, si {\displaystyle x\not \in B}, entonces {\displaystyle x\in B^{c}}, por lo tanto {\displaystyle x\in A^{c}\cup B^{c}}.  Debido a que esto es cierto para cualquier arbitrario {\displaystyle x\in (A\cap B)^{c}}, entonces {\displaystyle \forall x\in (A\cap B)^{c},x\in A^{c}\cup B^{c}}, y entonces {\displaystyle (A\cap B)^{c}\subseteq A^{c}\cup B^{c}}.
Para probar la dirección inversa, asumir que {\displaystyle \exists x\in A^{c}\cup B^{c}} de tal forma que {\displaystyle x\not \in (A\cap B)^{c}}.  Entonces {\displaystyle x\in A\cap B}. De ello resulta que {\displaystyle x\in A} y {\displaystyle x\in B}.  Entonces {\displaystyle x\not \in A^{c}} y {\displaystyle x\not \in B^{c}}.  Pero luego {\displaystyle x\not \in A^{c}\cup B^{c}}, contradiciendo la hipótesis de que {\displaystyle x\in A^{c}\cup B^{c}}. Por lo tanto, {\displaystyle \forall x\in A^{c}\cup B^{c},x\in (A\cap B)^{c}}, y {\displaystyle A^{c}\cup B^{c}\subseteq (A\cap B)^{c}}.
Como {\displaystyle A^{c}\cup B^{c}\subseteq (A\cap B)^{c}} y {\displaystyle (A\cap B)^{c}\subseteq A^{c}\cup B^{c}}, entonces {\displaystyle (A\cap B)^{c}=A^{c}\cup B^{c}}, concluyendo la prueba de la ley de De Morgan.
De manera similar, se comprueba la otra ley de De Morgan, que {\displaystyle (A\cup B)^{c}=A^{c}\cap B^{c}}.

## Extensiones

Las leyes de De Morgan representadas como un circuito con puertas lógicas

En extensiones de la lógica proposicional, se mantiene la dualidad clásica, (es decir, a cualquier operador lógico siempre podemos encontrar su doble), ya que en la presencia de las identidades que rigen la negación, siempre se puede introducir un operador que sea el doble de De Morgan del otro. Esto conduce a una importante propiedad de la lógica basada en la lógica clásica, a saber, la existencia de formas normales de negación: cualquier fórmula es equivalente a otra fórmula en la que solo se producen negaciones aplicadas a las atómicas no lógicas de la fórmula. La existencia de formas normales negadas conduce a muchas aplicaciones, por ejemplo en el diseño de circuitos digitales, donde se utiliza para manipular los tipos de compuertas lógicas, y en la lógica formal, donde es un requisito previo para encontrar la forma normal conjuntiva y la forma normal disyuntiva de una fórmula. Los programadores de computadoras los utilizan para simplificar o bien negar complicadas condiciones lógicas. También suelen ser útiles para los cálculos en la teoría de probabilidad elemental.
Vamos a definir el dual de cualquier operador P(p, q, ...) en función de las proposiciones elementales p, q, ... para ser el operador {\displaystyle {\mbox{P}}^{d}} definido por
{\displaystyle {\mbox{P}}^{d}(p,q,...)=\neg P(\neg p,\neg q,\dots ).}
Esta idea se puede generalizar a los cuantificadores, así que, por ejemplo el cuantificador universal y cuantificador existencial son duales:
{\displaystyle \forall x\,P(x)\equiv \neg \exists x\,\neg P(x),}
{\displaystyle \exists x\,P(x)\equiv \neg \forall x\,\neg P(x).}
Relacionar estas dualidades del cuantificador a las leyes de De Morgan, establecer un modelo con un pequeño número de elementos en su dominio D, tales como
D = {a, b, c}.
Entonces
{\displaystyle \forall x\,P(x)\equiv P(a)\land P(b)\land P(c)}
y
{\displaystyle \exists x\,P(x)\equiv P(a)\lor P(b)\lor P(c).\,}
Pero, usando las leyes de De Morgan,
{\displaystyle P(a)\land P(b)\land P(c)\equiv \neg (\neg P(a)\lor \neg P(b)\lor \neg P(c))}
y
{\displaystyle P(a)\lor P(b)\lor P(c)\equiv \neg (\neg P(a)\land \neg P(b)\land \neg P(c)),}
verificando las dualidades del cuantificador en el modelo.
Entonces, las dualidades del cuantificador pueden ser extendidas aún más a la lógica modal, que relaciona el cuadro de los operadores («necesariamente») y diamante («posiblemente»):
{\displaystyle \Box p\equiv \neg \Diamond \neg p,}
{\displaystyle \Diamond p\equiv \neg \Box \neg p.\,}
En su aplicación a las modalidades aléticas de posibilidad y necesidad, Aristóteles observó este caso, y en el caso de la lógica modal normal, se puede entender la relación de estos operadores modales a la cuantificación mediante la creación de modelos utilizando la semántica de Kripke.